# Volvaire gluante
Volvariella gloiocephala, Volvopluteus gloiocephalus
Espèce
Synonymes
- Volvopluteus gloiocephalus (DC.) Vizzini, Contu & Justo, 2011
- Volvariella speciosa (Fr.) Sing., 1951

La volvaire gluante (Volvariella gloiocephala, syn. Volvopluteus gloiocephalus) est un champignon basidiomycète de la famille des Pluteaceae. 
Elle se reconnaît facilement par sa taille imposante, son chapeau visqueux, bien que de couleur variable, et la large volve blanche qui enveloppe sa base. Contrairement aux dangereuses amanites blanches avec lesquelles elle peut éventuellement être confondue, elle n'a pas d'anneau et ses lames rosissent avec l'âge. C'est un champignon présent sur tous les continents, qui pousse dans les milieux herbeux, en solitaire ou en groupe. Elle est comestible et même parfois cultivée.

## Taxonomie
La nomenclature de ce taxon a une histoire longue et complexe. Il est décrit à l'origine sous le nom Agaricus gloiocephalus par le botaniste suisse Augustin Pyrame de Candolle en 1815 et plus tard sanctionné sous ce nom par Elias Magnus Fries en 1821. Le mycologue français Claude-Casimir Gillet le transfère en 1878 dans le genre Volvaria, érigé en 1871 par Paul Kummer. Or le nom Volvaria avait déjà été utilisé par De Candolle pour un genre de lichens en 1805. Le nom Volvariella, proposé par le mycologue argentin Carlos Luis Spegazzini en 1899, est finalement adopté en 1953, après qu'une proposition de conserver la Volvaria de Kummer contre celle de De Candolle ait été rejetée par le Comité de nomenclature des champignons (en), établi conformément aux principes du Code international de nomenclature botanique.
L'espèce décrite par De Candolle est longtemps considérée comme une variété d'une espèce initialement décrite comme Amanita speciosa par Fries en 1818, et plus tard transférée dans Volvariella : Volvariella speciosa var. gloiocephala. En 1986, Teun Boekhout et Manfred Enderle démontrent qu'il s'agit d'une même espèce, qu'ils nomment Volvariella gloiocephala en vertu du principe d'antériorité. En 1996, ils désignent un néotype pour cette espèce. En 2011, le genre Volvariella est scindé en deux parties, les espèces au chapeau visqueux, dont V. gloiocephala fait partie, étant transférées dans le genre Volvopluteus ; une situation que les références taxonomiques n'ont pas encore toutes assimilées.

## Description
Le chapeau a un diamètre compris entre 5 et 15 cm. Lorsque le champignon est jeune, il est plus ou moins ovale ou conique, puis se dilate pour devenir convexe ou plat, parfois avec une légère dépression centrale chez les spécimens âgés. La surface est nettement visqueuse et la couleur varie du blanc pur au gris ou au brun grisâtre. Les lames sont serrées, libres et ventrues (renflées au milieu) et mesurent jusqu'à 2 cm de large. Elles sont initialement blanches, puis deviennent roses avec l'âge. Le stipe est cylindrique, s'élargissant vers la base, et mesure entre 8 et 22,5 cm de long pour 0,7 à 1,5 cm de large. La surface est blanche, lisse ou légèrement pruineuse (recouverte de fins granules blancs pulvérulents). La volve est sacciforme (en forme de poche) et mesure 2 à 3 cm de haut. Sa surface est blanche et lisse. La chair est blanche dans le pied et le chapeau, et elle ne change pas lorsqu'elle est meurtrie ou exposée à l'air. L'odeur et la saveur varient d'indistincts à raphanoïdes (ressemblant à des radis), ou encore similaires à ceux des pommes de terre crues pelées. La sporée est brun rosé,.

### Risques de confusion

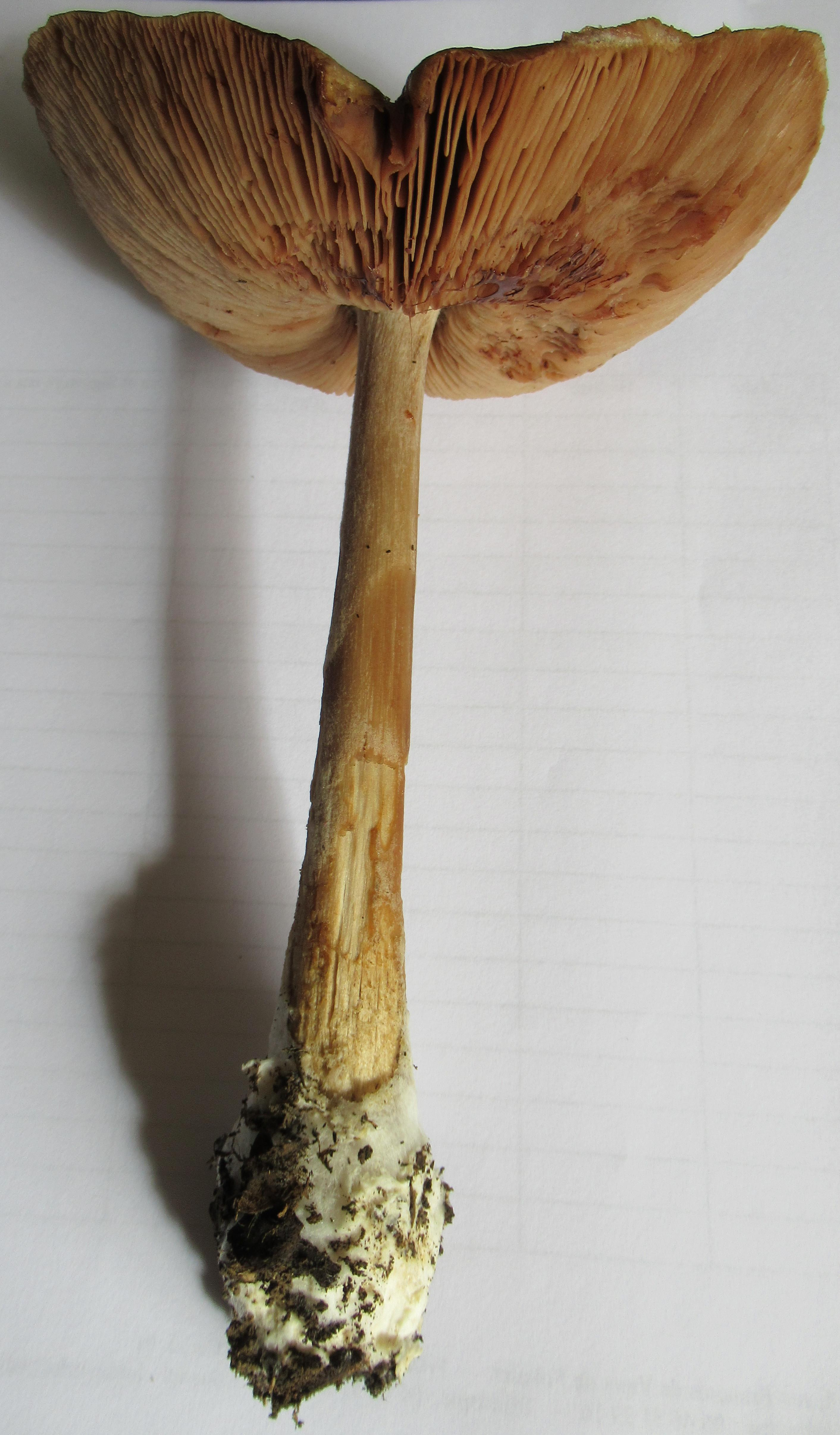
Volvaire gluante.

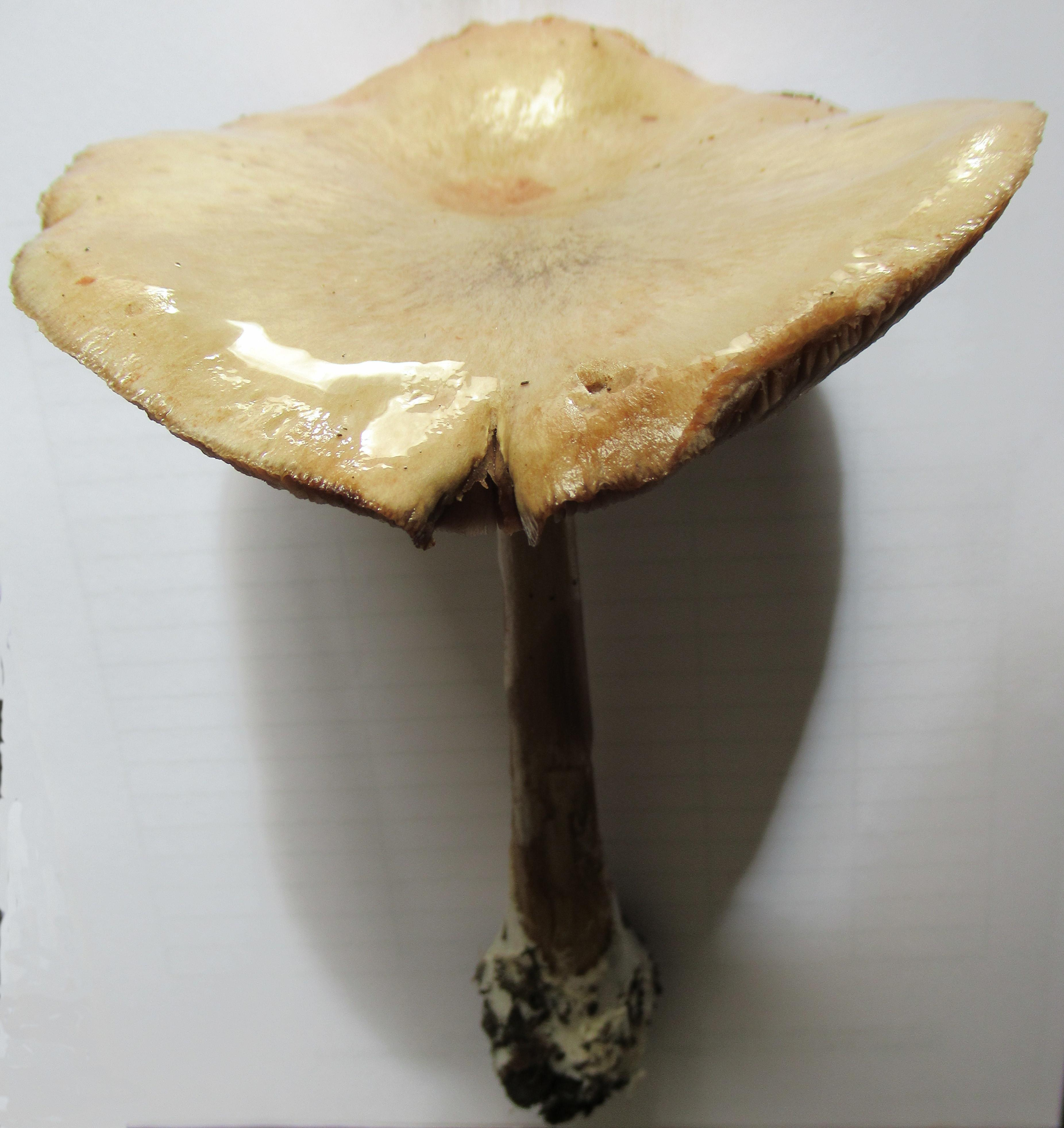
Volvaire gluante, autre vue.

La Volvaire gluante est parfois confondue avec les amanites blanches mortelles,  comme l'Amanite vireuse, l'Amanite printanière, ou les formes blanches de l'Amanite phalloïde. Elles se distinguent par un chapeau jamais gluant, un anneau sur le pied et des lames blanches.

## Écologie, habitat et distribution
C'est une espèce saprotrophe qui pousse au sol dans les jardins, les champs, à l'intérieur et à l'extérieur des zones forestières, ainsi que sur la matière végétale en décomposition, comme le compost ou les tas de copeaux de bois.  En Chine, elle a été observée dans les fourrés de bambou. Le champignon fructifie généralement en groupes, bien qu'il puisse également montrer une croissance solitaire. Il n'est pas rare qu'une saison de fructification « spectaculaire » soit suivie de plusieurs années sans apparition. 
La Volvaire gluante a une répartition cosmopolite et a été signalée sur tous les continents. Les données moléculaires ont corroboré sa présence en Europe et en Amérique du Nord, mais les enregistrements d'autres continents restent à confirmer.

## Comestibilité
La Volvaire gluante est comestible, jugée bonne à médiocre en fonction des auteurs. Il est conseillé de faire une sporée (qui doit être rose) avant de la consommer, pour s'assurer de ne pas avoir récolté des amanites. Elle est cultivée en Afrique du Nord.